# Enypniastes eximia
Espèce
Synonymes
- Enypniastes atlanticus (Heding, 1940)
- Enypniastes decipiens Koehler & Vaney, 1910
- Enypniastes diaphana (Gilchrist, 1920)
- Enypniastes ecalcarea (Sluiter, 1901)
- Enypniastes globosa Hansen & Madsen, 1956
- Enypniastes obscura (Koehler & Vaney, 1905)
- Euriplastes atlanticus Heding, 1940
- Euriplastes obscura Koehler & Vaney, 1905
- Pelagothuria bouvieri Hérouard, 1906
- Peniagone ecalcarea Sluiter, 1901
- Planktothuria diaphana Gilchrist, 1920

Enypniastes eximia est une espèce de concombres de mer des abysses, de la famille des Pelagothuriidae, la seule identifiée avec certitude du genre Enypniastes.

## Description et caractéristiques
Cette holothurie translucide possèdent un éventail de 12 podia coniques fusionnés entourant une grande partie de leur extrémité antérieure (ressemblant à la colerette des céphalopodes abyssaux), ainsi que deux autres voiles postérolatéraux rectangulaires et constituant des nageoires rudimentaires qui leur permettent de s'élever dans la colonne d'eau (mode dit benthopélagique, car elles finissent toujours par retomber, leur densité étant légèrement supérieure à celle de l'eau, contrairement à Pelagothuria). Les individus mesurent entre 6 et 25 cm de long. Les plus jeunes sont très translucides, laissant bien voir leur tube digestif rempli de sédiment, alors que les adultes tendent à être plus colorés, dans des tons violacés. 

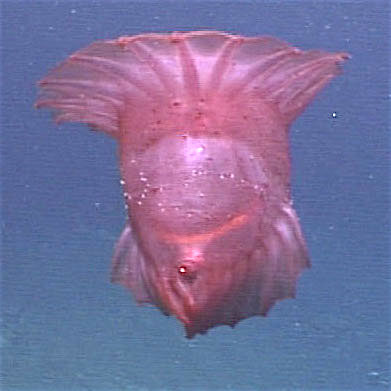
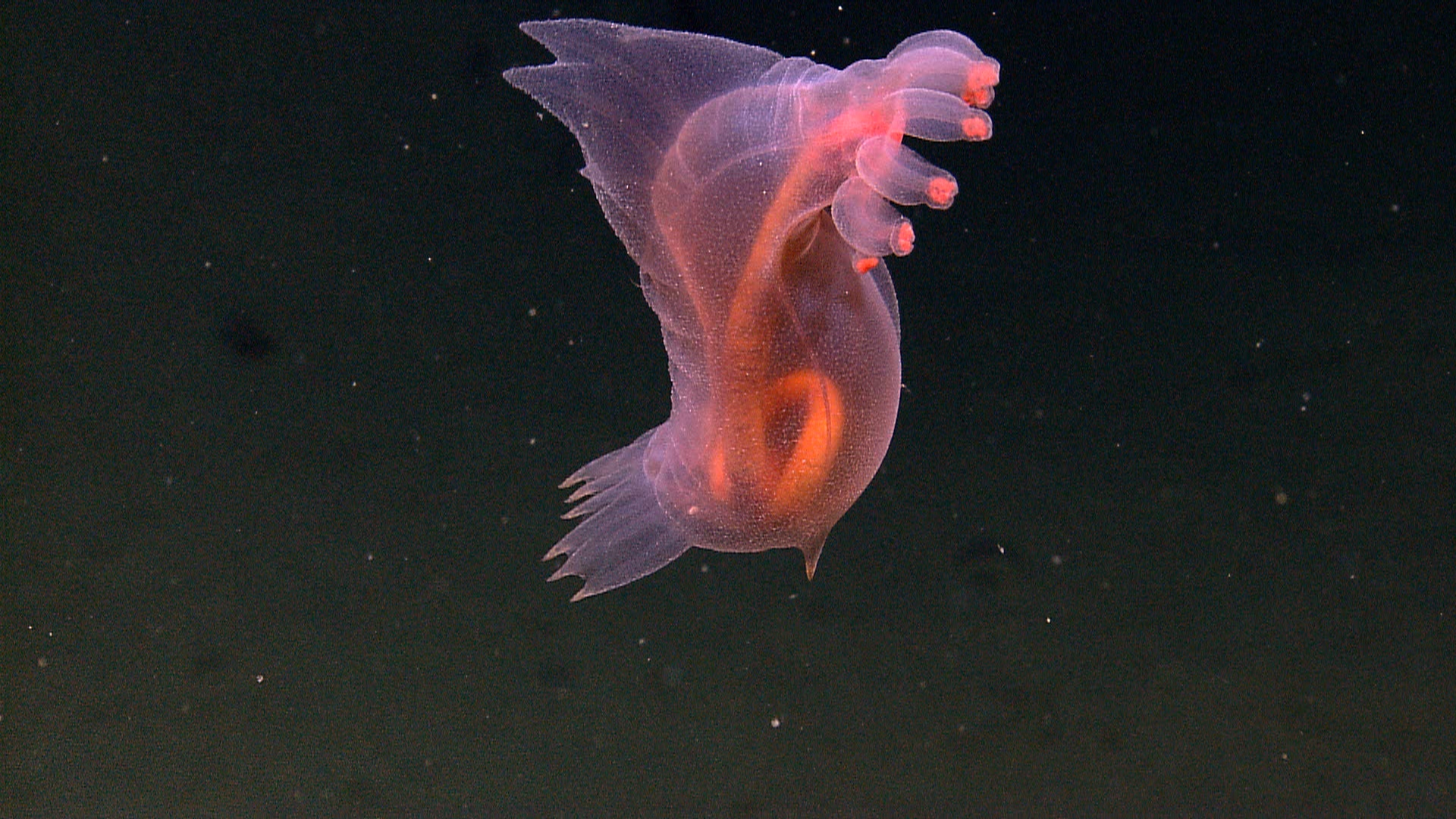
Photo prise en 2010 par l'Okeanos Explorer
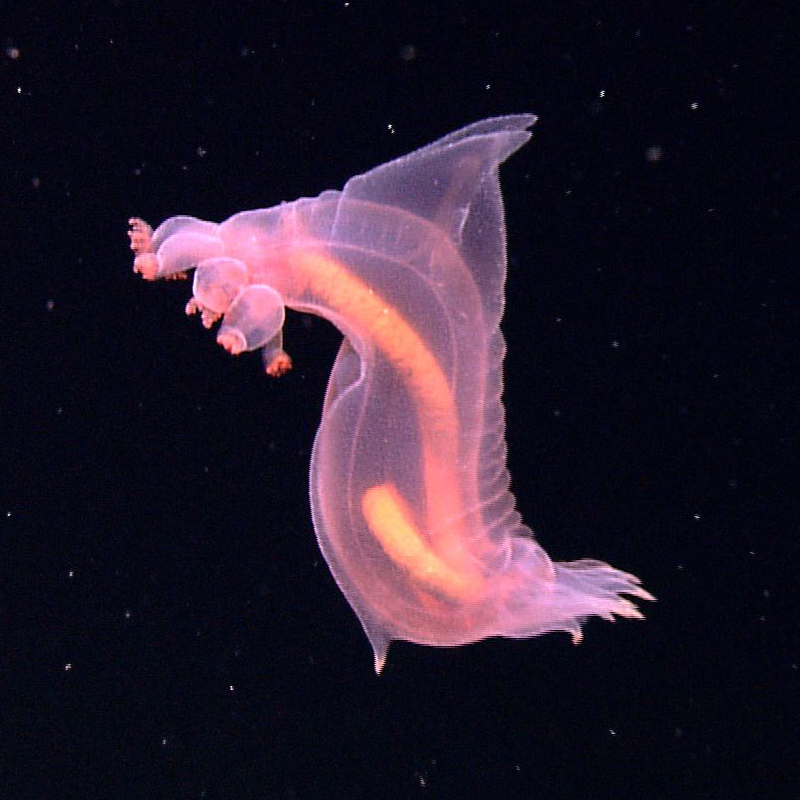
Idem, à 3 205 mètres de profondeur.
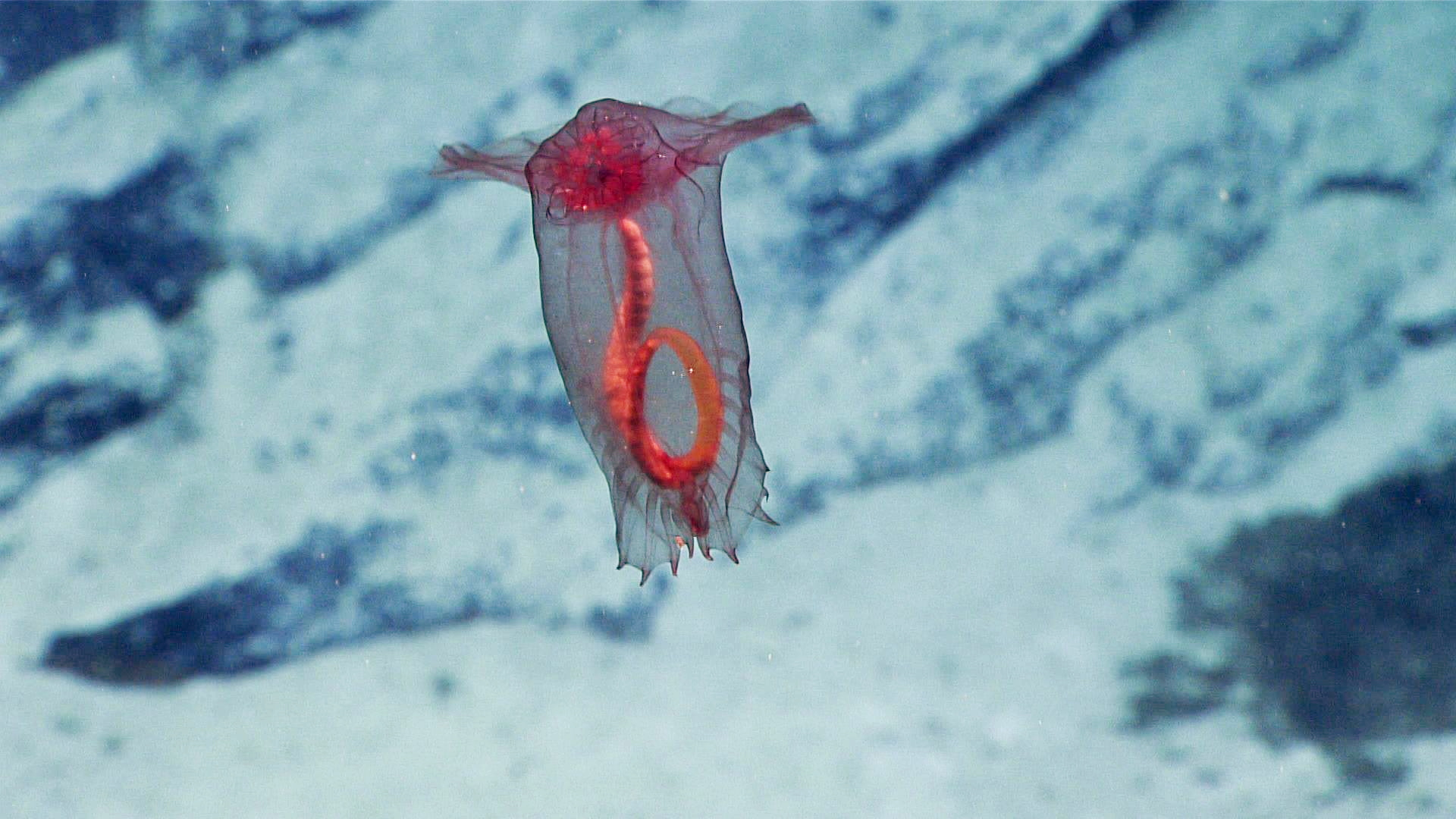
Au large de Porto Rico.

## Habitat et répartition
Ces holothuries peuvent vivre extrêmement profond, à partir de 500 m de profondeur  et ont été observées dans la fosse des Mariannes à plus de 5 775 m. 
Leur répartition semble mondiale.

## Taxinomie
Le nom valide complet (avec auteur) de ce taxon est Enypniastes eximia Théel, 1882. Selon World Register of Marine Species (23 février 2014), elle est la seule espèce du genre Enypniastes identifiée avec certitude à l'heure actuelle.
Enypniastes eximia a pour synonymes :
- Enypniastes atlanticus (Heding, 1940)
- Enypniastes decipiens Koehler & Vaney, 1910
- Enypniastes diaphana (Gilchrist, 1920)
- Enypniastes ecalcarea (Sluiter, 1901)
- Enypniastes globosa Hansen & Madsen, 1956
- Enypniastes obscura (Koehler & Vaney, 1905)
- Euriplastes atlanticus Heding, 1940
- Euriplastes obscura Koehler & Vaney, 1905
- Pelagothuria Bouvieri Hérouard, 1906
- Peniagone ecalcarea Sluiter, 1901
- Planktothuria diaphana Gilchrist, 1920

L'espèce la plus proche est l'holothurie nageuse Pelagothuria natatrix.